# Cuéntalo tú que tienes más gracia
Cuéntalo tú que tienes más gracia es una obra de teatro, escrita por Juan José Alonso Millán, y estrenada en Teatro Muñoz Seca de Madrid el 17 de agosto de 1989.

## Argumento
Dos asistentas de limpieza, mientras arreglan un dormitorio del hotel de cinco estrellas en el que trabajan, rememoran tres historias divertidas de otras tantas parejas que pasaron por esa habitación. Con la particularidad de que se trataba de señoritas de vivir alegre: La primera pareja la compone una verdadera profesional atenta a todos los detalles y un vendedor de zapatos nostálgico de su primer amor. La segunda una mujer preocupada por no ser contagiada de sida. Y la tercera el hombre de negocios estresado y una pobre viuda que necesita el dinero para vivir.

## Estreno
- Dirección: Juan José Alonso Millán.
- Canción Original: Luis Cobos.
- Escenografía: Tony Cortés.
- Reparto: Analía Gadé, Juanjo Menéndez, Gracita Morales, Julia Blanco. En el estreno y sucesivas representaciones Gadé y Menéndez interpretaban cada uno los tres personajes. Tras la retirada de Juanjo Menéndez, los tres personajes fueron interpretados por Francisco Cecilio, Ramón Pons y Ricardo Merino. A mediados de 1990, se renovó el reparto, de forma que los papeles protagonistas fueron interpretados por Bárbara Rey y Cassen, acompañados por Inés Sájara e Isabel Cuadra.